# K. A. Applegate
Katherine Alice Applegate (Ann Arbor, 9 ottobre 1956) è una scrittrice statunitense di libri per ragazzi, in particolare di genere fantasy e avventura che si firma K. A. Applegate.
Le sue serie di libri più famose sono Animorphs, Remnants ed Everworld.
Applegate è nata nel 1956 nel Michigan, e ha vissuto in Texas, Florida, California, Minnesota, Illinois, Carolina del Nord, Italia. È sposata con lo scrittore Michael Grant.
Nel 1997 ha vinto, con la serie Animorphs, il premio per la Migliore Nuova Serie per Ragazzi su Publishers Weekly.